# Grevillea paniculata
Grevillea paniculata är en tvåhjärtbladig växtart som beskrevs av Meissn.. Grevillea paniculata ingår i släktet Grevillea och familjen Proteaceae. Inga underarter finns listade i Catalogue of Life.